# 水磨石
水磨石是一種常用的地板及牆身物料，也稱作【磨石子】。制作過程包括把碎石、玻璃、花崗岩等骨料混入水泥、粘合劑，凝固後經表面研磨、拋光而成。

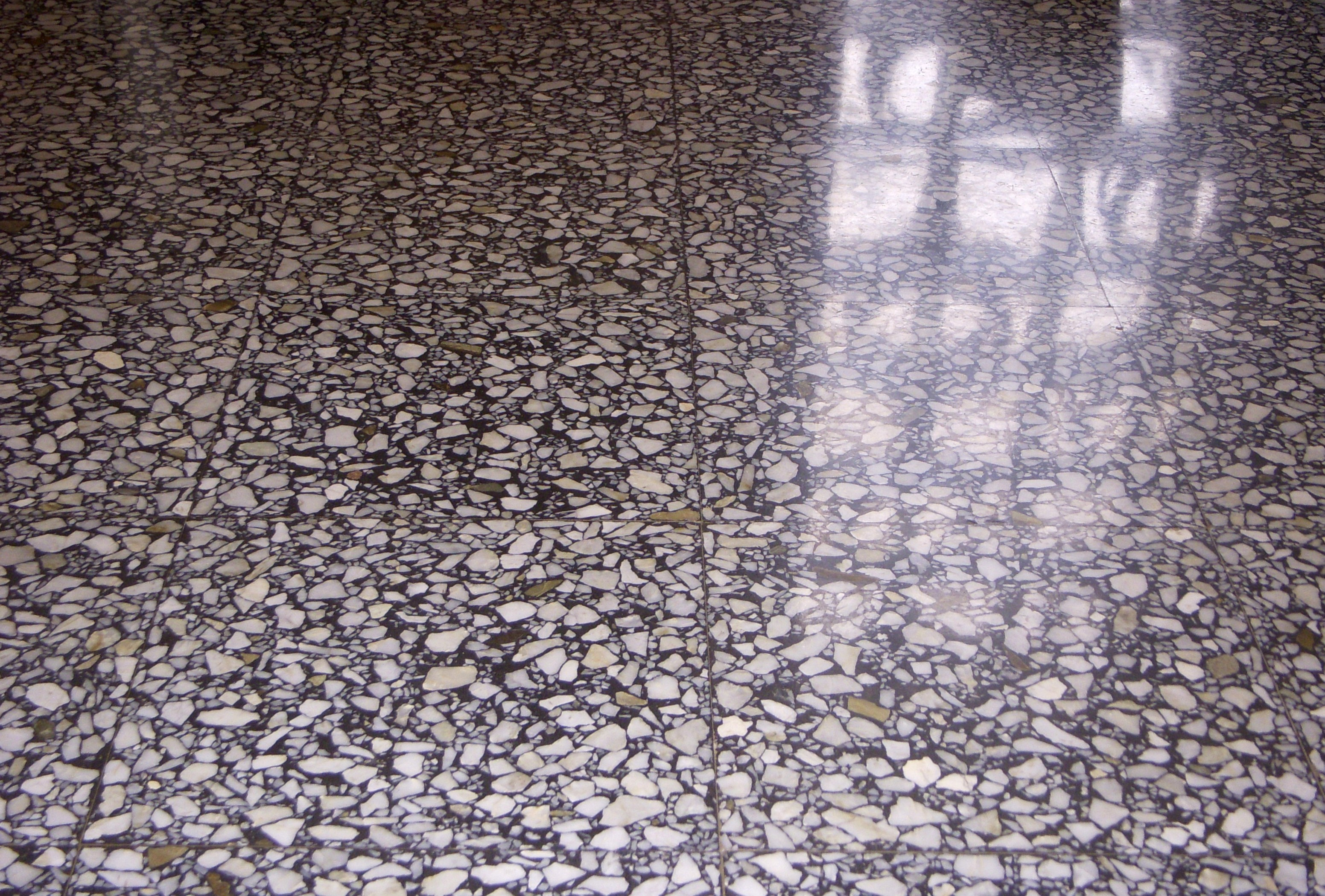
水磨石地板

其历史可以追溯到埃及的古代马赛克，但其发源于意大利。

## 歷史
「水磨石」一術語，源於考古學家用來描述早期新石器時代（前陶器新石器時代，約公元前9,000-8,000年），在西亞地區發現，由燒石灰和粘土構成和拋光的紅褐色地板。

## 外部連結
维基共享资源上的相關多媒體資源：水磨石